# Calixarene
Un calixarene è un macrociclo o un oligomero ciclico basato su un prodotto di idrossialchilazione di un fenolo e un'aldeide. La parola calixarene è derivata dalla parola greca calix indicante la forma a calice (bicchiere) e dalla nomenclatura chimica arene indicante l'aromaticità del composto. I calixareni hanno una cavità idrofobica, simile a quella delle ciclodestrine, che può tenere piccole molecole o ioni. Appartengono alla classe dei cavitando conosciuti in chimica ospite/ospitante e sono anche membri della classe dei ciclofani, composti che contengono anelli aromatici a ponte. La nomenclatura è semplice e richiede il conto del numero di unità ripetute nell'anello che vengono poi incluse nel nome e indicato fra parentesi quadre; ad es. p-t-butil-calix[4]arene.

## Sintesi
I calixareni sono una classe di macrocicli ottenuti dalla condensazione con aldeidi di fenoli sostituiti quali resorcinoli, pirogalloli o fenoli sostituiti in para. Con fenoli, l'aldeide più impiegata è semplicemente la formaldeide, mentre aldeidi maggiori (acetaldeide, o superiori) sono usualmente richieste in reazioni di condensazione con resorcinoli e pirogalloli. Essi hanno una forma a coppa simile a quella delle ciclodestrine e quelli più noti contengono un numero pari n = 4, 6, 8 di unità aromatiche. Calixareni con un valore di n dispari, o maggiore di 8, sono ottenuti in modeste rese e difficili da isolare. 
La reazione chimica inizia con una sostituzione elettrofila aromatica seguita da una eliminazione di una molecola di acqua e da una seconda sostituzione aromatica. La reazione è acido o base catalizzata. I Calixareni sono difficili da produrre a causa della possibile reazione a catena che porta ad una miscela finale di oligomeri lineari e ciclici di differenti numeri di unità ripetitive.

## Struttura
I calixareni sono caratterizzati da una forma a coppa o cestino. Nei calix[4]areni il volume interno è intorno ai 10 nanometri cubici. I calixareni possiedono un ampio bordo superiore, uno stretto bordo inferiore e un anello interno. Usando fenolo come materiale di partenza i 4 gruppi idrossilici sono intranulari nel bordo inferiore. In a resorcin[4]arene gli 8 gruppi idrossilici sono dislocati extranularmente sul bordo superiore. I calixareni esistono in differenti conformazioni chimiche dovute alla relativamente facile rotazione intorno al ponte metilenico, tutte facilmente determinabili tramite RMN. Nel calix[4]arene esistono 4 conformazioni: conica ( gruppo puntuale C2v, C4v), parzialmente conica Cs, 1,2 alternata C2h e 1,3 alternata D2d. I quattro gruppi interagiscono tramite legami ad idrogeno e stabilizzano la conformazione conica. Questa conformazione è in equilibrio dinamico con le altre conformazioni. Esse possono essere congelate cambiando i gruppi idrossilici con appropriati sostituenti i quali aumentano la barriera rotazionale o in alternativa posizionando un sostituente voluminoso sul bordo superiore come i calixareni basati sul p-terz-butil fenolo che sono conici.
|                                                |                                                  |                                                            |
| Calix[4]arene con sostituenti para-terz-butil. | Rappresentazione 3D di una conformazione conica. | Rappresentazione schematica delle possibili conformazioni. |

## Chiralità inerente
I calix[4]areni con schema di sostituzioni XXYZ o WXYZ sul bordo superiore sono chiralmente inerenti e gli enantiomeri possono essere risolti da cromatografia a colonna chirale.

## Storia
Adolf von Baeyer fu pioniere nella chimica dei calixareni nonostante fosse impossibilitato di determinarne la struttura. Interessandosi di coloranti non si rese mai conto delle loro potenzialità. Nel 1872 miscelò benzaldeide con pirogallolo e un acido forte notando la formazione di una resina di color rosso marroncino con una marcato aumento di viscosità. Egli utilizzò anche resorcinolo e formaldeide, quest'ultima prodotta da lui stesso a partire da iodoformio a causa della scarsa qualità della formaldeide commerciale del tempo. Nel 1894 la scoperta della reazione di Lederer-Manasse aprì la strada alla preparazione degli idrossilmetil fenoli, e fu il passo precedente alla prima produzione dei calixareni. Nel 1902 Leo Baekeland pose in commercio le resine fenoliche sotto il nome di Bachelite. In queste resine fenolo e formaldeide sono esaustivamente condensati l'un l'altro per formare solidi polimeri reticolati. Il primo tentativo di controllare la reazione fu effettuato da Alois Zinke e Erich Ziegler nel '42. Essi utilizzarono fenoli para sostituiti i quali inibiscono la reticolazione e possono produrre un polimero lineare con la formaldeide. Così nel 1944 da p-''terz''-butil fenolo e formaldeide in olio di lino in presenza di idrossido di sodio produssero per la prima volta un soldo cristallino con elevato punto di fusione al posto della solita resina. Nello stesso anno un'altra coppia di scienziati, Niederl e Vogel, sperimentarono una reazione simile con un resorcinolo para sostituito e furono i primi a ipotizzare la struttura tetramerica ciclica. A quel tempo le uniche indicazioni sulla struttura erano limitate alla determinazione della massa molare mediante abbassamento crioscopico e analisi di gruppi funzionali.
John Cornforth fu nel 1955 il primo a comprendere le potenzialità dei calixareni dalla forma a cestino in funzioni analoghe agli enzimi e ripeté il lavoro fatto da Zinke. Ottenne una miscela di prodotti e dedusse con scarso successo i dati strutturali forniti da Dorothy Crowfoot Hodgkin da cristallografia a raggi X. Il primo successo venne per i calixareni negli anni cinquanta quando la compagnia Petrolite iniziò l'utilizzo di prodotti calixarenici per la demulsiferazione in oli industriali.
La parola calixarene fu coniata da David Gutsche nel '75, che si interessò a questo tipo di composti come biomimetici, siccome le molecole somigliano ai crateri a calice, tipi di vasi dell'antica Grecia. Fu anche stabilito allora che i calixareni non-modificati mostrano una elevata mobilità conformazionale così che il cestino non è una conformazione rigida. Donald J. Cram risolse il difetto immobilizzando i calixareni per mezzo della funzionalizzazione dell'anello inferiore, rimpiazzando i gruppi idrossilici con sostituenti più ingombranti. L'acetato di calixarene ebbe le molecole in una conformazione a cono parziale, mentre le esteri carbonate produssero un cono completo.

## Interazioni ospite/ospitante
I calixareni sono tipici esempi di composti di chimica ospite/ospitante e sono efficienti ionofori per il sodio e sono utilizzati per questo in sensori chimici. Con la giusta chimica queste molecole esibiscono una grande selettività verso altri cationi. I calixareni sono usati per scopi commerciali come elettrodi sodio selettivi nella misura del livello di sodio nel sangue. Essi formano anche complessi con cadmio, piombo, lantanidi e attinidi. Il calix[5]arene e il C70 fullerene in p-xilene dà luogo ad un complesso supramoleculare a forma di palla nel suo contenitore. I calixareni fanno sali esa-calixoammonio con ammine alifatiche come la piperidina.

## Auto-assemblaggio molecolare
L'auto-assemblaggio molecolare dei resorcinareni e pirogallolareni porta al più grande assemblaggio supramolecolare. È noto che sia allo stato cristallino che in soluzione essi formano esameri che sono affini a certi solidi archimedei con un volume interno di circa un nanometro cubico noti come nanocapsule. L'(Isobutilpirogallol[4]arene)6 è tenuto insieme da 48 legami ad idrogeno intermolecolari. Gli altri 24 legami ad idrogeno sono intramolecolari. La cavità è riempita da un certo numero di molecole di solvente.

## Applicazione
I calixareni sono utilizzati in mimetica enzimatica, elettrodi iono-selettivi o sensori, membrane selettive, ottica non-lineare. e in HPLC a fase stazionaria. In nanotecnologia sono usati come resistenza negativa per litografia a fascio di elettroni ad alta risoluzioane.
Il tetrathia[4]arene è stato dimostrato essere abile a mimare le acquaporine. Questo calixarene adotta una conformazine 1,3-alternata con i gruppi metossilici polari sull'anello inferiore e molecole d'acqua non contenute nella cavità bensì aggrappate da due opposti terz-butili ''terz''-butili sul bordo esterno come una pinza. A riprova cristalli non porosi e idrofobici vennero immersi in acqua per 8 ore nelle quali il rapporto calixarene: H2 assunse un valore unitario.
I calixareni sono capaci di accelerare reazioni che possono avere luogo nella loro cavità grazie all'effetto di alta concentrazione locale e stabilizzazione polare dello stato di transizione. A mo' di esempio un cavitando esteso di resorcin[4]arene è capace di accelerare la velocità di reazione della reazione di Mensciutkin tra chinuclidina e bromo butano di un fattore di circa 1600 volte.
Nei eterocalixareni l'unità fenoliche sono rimpiazzate da eterocicli, per esempio da furani nei calix[n]furani e da piridine nelle calix[n]pyridine. I calixareni sono stati usati come porzioni macrocicliche di rotaxani e due molecole di calixareni uniti insieme tramite il bordo inferiore formano un carcerando.
I Calix[4]areni sono stati usati come scaffold per assemblare costrutti che legano quattro unità di antigene tumorale Tn, sul bordo superiore, e l'immunocoadiuvante P3CS, sul bordo inferiore della struttura calixarenica. Il costrutto ottenuto saggiato nei topi ha mostrato un effetto cluster nella produzione di anticorpi IgG specifici per l'antigene Tn quando valutato in comparazione con l'analogo monovalente, che lega una sola unità Tn, saggiato a concentrazione 1x e 4x rispetto al costrutto tetramerico. Questi risultati rivelano potenziali applicazioni nell'immunoterapia attiva del cancro. .

## Uso estetico
Fino ad oggi molecole di calixareni sono state impiegate per formare molecole per pura finalità estetiche come nel caso della creazione di una coppa del mondo di calcio molecolare come tributo scientifico alla nazionale francese vincitrice dei mondiali del 1998. Venne ottenuta tramite doppia ciclopropanazione di un fullerene con un calix[4]arene contenente due sostituenti malonamidici sul bordo superiore.